# Municipio de Rose Lake
El municipio de Rose Lake (en inglés, Rose Lake Township) es un municipio del condado de Osceola, Míchigan, Estados Unidos. Según el censo de 2020, tiene una población de 1406 habitantes.

## Geografía
Está ubicado en las coordenadas 44°1′29″N 85°22′55″O / 44.02472, -85.38194. Según la Oficina del Censo de los Estados Unidos, tiene una superficie total de 90.5 km², de la cual 87.1 km² corresponden a tierra firme y 3.4 km² son agua.

## Demografía
Según el censo de 2020, hay 1406 personas residiendo en la zona. La densidad de población es de 16.1 hab./km². El 95.45 % de los habitantes son blancos, el 0.14 % son afroamericanos, el 1.07 % son amerindios, el 0.21 % son de otras razas y el 3.13 % son de una mezcla de razas. Del total de la población, el 1.35 % son hispanos o latinos de cualquier raza.